# Sekai no Chuushin de, Ai wo Sakebu
Sekai no Chuushin de, Ai wo Sakebu (Gritando por Amor no Centro do Mundo) é uma mini série japonesa produzida pela emissora TBS (Tokyo Broadcasting System), exibida em televisão aberta originalmente entre 2 de julho de 2004 e 10 de setembro de 2004, no horário das 22h às 23h.

## Sinopse
“Eu achava que estaria vivendo a felicidade naquele momento. Eu era tão feliz e ela era tão linda.”
Em 2004, ao voltar a sua antiga casa para rever sua antiga escola antes que ela seja demolida, Sakutaro Matsumoto(Yamada Takayuki/Ogata Naoto) tem de enfrentar novamente a perda do amor de sua vida, Hirose Aki (Ayase Haruka), que morreu 17 anos atrás vítima da leucemia. Agora médico investigador graduado, Saku foi viver como se metade dele tivesse morrido com ela desde então.
Baseado no romance best-seller Socrates in Love, de Kyoichi Katayama, publicado pela Shogakukan em Abril de 2001, que vendeu mais de 3 milhões de cópias no Japão. O passado e o presente se reúnem nesta história de amor que é tão pura quanto triste.

## Elenco
- «Yamada Takayuki». - Matsumoto Sakutaro (aos 17 anos)
- Ayase Haruka - Hirose Aki
- Ogata Naoto - Matsumoto Sakutaro (aos 34 anos)
- Sakurai Sachiko - Kobayashi Aki
- Tanaka Koutaro - Ooki Ryunosuke
- Emoto Tasuku - Nakagawa Akiyoshi
- Motokariya Yuika - Ueda Tomoyo
- Kaho - Matsumoto Fumiko
- Matsushita Yuki - Yatabe Toshimi
- Takahashi Katsumi - Matsumoto Junichiro
- Miura Tomokazu - Hirose Makoto
- Nakadai Tatsuya - Matsumoto Kentaro
- Oshima Satolo - Matsumoto Tomiko

## Créditos de produção
- Roteirista: Morishita Keiko
- Produtor: Ishimaru Akihiko
- Diretores: Tsutsumi Yukihiko, Ishii Yasuharu e Hirakawa Yuichiro
- Música tema: Katachi Aru Mono, de Kou Shibasaki

## Prêmios
- 33º International Emmy Awards: Candidato a melhor Drama Asiático
- 8º Nikkan Sports Drama Award: Classificado em 3º como Melhor Drama
- 42º Television Drama Academy Awards: Melhor Drama
- 42º Television Drama Academy Awards: Melhor Elenco
- 42º Television Drama Academy Awards: Melhor Ator (Yamada Takayuki)
- 42º Television Drama Academy Awards: Melhor Atriz Coadjuvante (Ayase Haruka)
- 42º Television Drama Academy Awards: Melhor Música-tema (Shibasaki Kou)
- 42º Television Drama Academy Awards: Melhor Ator Iniciante (Tanaka Koutaro)
- 42º Television Drama Academy Awards: Melhor Roteiro (Morishita Keiko)
- 42º Television Drama Academy Awards: Melhor Diretor (Tsutsumi Yukihiko, Ishii Yasuharu e Hirakawa Yuuichirou)
- 42º Television Drama Academy Awards: Melhor Abertura